# 17825 Juranitch
17825 Juranitch este o planetă minoră (asteroid), cu un diametru de 12,559 km, din centura de asteroizi. A fost descoperită pe 2 aprilie 1998 la Magdalena Ridge Observatory⁠(d) de Lincoln Near-Earth Asteroid Research. 
Obiectul prezintă o orbită caracterizată de o semiaxă mare de 3,1065433 UAi, o excentricitate de 0,1203032, o înclinație de 15,266 ° în raport cu ecliptica.